# リロイ・リタ
リロイ・ハリル・ボハリ・リタ（Leroy Halirou Bohari Lita, 1984年12月28日 - ）は、ザイール（現コンゴ民主共和国）・キンシャサ出身のイングランド人サッカー選手。ナニートン・バラFC所属。ポジションはFW（センターフォワード）。

## クラブ歴
チェルシーFCの下部組織出身で、18歳当時の2002年にディヴィジョン2のブリストル・シティFCでプロデビューを果たす。2004-05シーズンにはリーグ1で24得点を記録し、クラブの年間最優秀選手に選出された。
2005年7月14日、チャンピオンシップのレディングFCへ移籍。移籍金はクラブレコードとなる100万ポンドで、スティーヴ・コッペル率いるクラブと3年契約を締結する。2005-06シーズンでリーグ戦11得点を挙げ、イングランド史上最多勝ち点106獲得及びクラブ史上初のプレミアリーグ昇格に寄与。初のトップディヴィジョンでのプレーとなった2006-07シーズンは、公式戦合計37試合12得点を記録しクラブの1部残留に貢献する。
翌シーズンは開幕前の負傷もありリーグ戦14試合1得点に留まる中、2008年3月5日にチャールトン・アスレティックFCへ4週間の期限付き移籍となり、同月末にローン期間が延長される。4月21日に残留争いを繰り広げるレディングへ呼び戻されるが、クラブはリーグ18位に終わりチャンピオンシップへ降格する。
2008年10月1日、ノリッジ・シティFCへ1か月の期限付き移籍。同月21日のウルヴァーハンプトン・ワンダラーズFC戦でハットトリックを記録し5-2での勝利に貢献するなど、12試合出場6得点を記録する。12月にはローンが延長され年末までキャロウ・ロードでプレーした。2008-09シーズン限りで契約満了によりマデイスキ・スタジアムを去る。
2009年8月3日、ミドルズブラFCへ3年契約で加入。2010-11シーズンにはチャンピオンシップで38試合出場12得点を記録する。
2011年8月3日、プレミアリーグへ昇格するスウォンジー・シティAFCへ移籍金1.75万ポンドの3年契約で加入。自身2度目のプレミア挑戦となったが、ブレンダン・ロジャーズ監督の下で16試合出場2得点に留まる。2012年2月にはメイフェアで騒ぎを起こしたことで逮捕され、サポーターに謝罪した。
同年5月にミカエル・ラウドルップが新監督に就任すると戦力外となり、2012年9月6日にバーミンガム・シティFCへ3か月の期限付き移籍となる。翌年1月25日からはシェフィールド・ウェンズデイFCでシーズン終了までプレーした。
2013年10月16日、レオナルド・ウジョアが負傷離脱していたブライトン・アンド・ホーヴ・アルビオンFCへ年末までローンとなった。
2013-14シーズン限りでリバティ・スタジアムを去ると、イプスウィッチ・タウンFCのトライアルを受けるが契約には至らなかった。2014年8月9日、フリートランスファーでバーンズリーFCと1年契約を締結した。
2015年3月3日、ノッツ・カウンティFCへシーズン終了まで期限付き移籍。同年9月14日、ギリシャ2部のAOハニアへ加入する。2016年3月5日、シーズン終了までの契約でリーグ2のヨーヴィル・タウンFCへ移籍した。
2015-16シーズン限りでクラブを退団しフリーとなっていたが、2017年1月8日にタイ・リーグのシーサケートFCに加入することが発表された。9月15日、数か月に亘る給与未払いを理由にクラブを退団した。
2018年9月9日、イスミアンリーグ・プレミアディヴィジョンのマーゲートFCと契約した。2019年8月3日、プロキャリアから引退することを表明した。
2019年11月9日、ナショナルリーグ・サウスのチェルムスフォード・シティFCと短期契約を締結。翌年5月8日にクラブを去る。
2020年5月22日、サザンフットボールリーグのナニートン・バラFCへ加入した。

## 代表歴
レディングでの活躍を受けU-21イングランド代表に招集される。2005年2月8日のU-21オランダ戦で65分にジャスティン・ホイトとの交代でデビューし、試合終了間際に初ゴールを挙げる。2006年2月28日、U-21ノルウェー戦でデイヴィッド・ニュージェントに代わり投入され1年振りにプレー。2007年2月6日のU-21スペイン戦でジェイムズ・ミルナーとの交代で出場すると、79分に同点弾を挙げ2-2のドローに持ち込んだ。
UEFA U-21欧州選手権2007のメンバーに選出される。U-21チェコとのグループリーグ初戦でPKを失敗しスコアレスドローに終わるが、以降は3試合連続ゴールを記録。UEFAが選定する同大会ベストチームの一員となった。